# これが愛なんだ
「これが愛なんだ」（これがあいなんだ）は、日本の女性アイドルグループ『さんみゅ〜』の楽曲。当楽曲はさんみゅ〜の4枚目のシングルとして2013年11月20日にポニーキャニオンから発売された。同楽曲はさんみゅ〜のオリジナル曲であるが、シングルの表題曲がオリジナル曲となるのは同グループにとって初である。

## 背景
さんみゅ〜は2013年1月にメジャーデビューして以降、当楽曲をシングルとしてリリースするまでに3枚のシングルをリリースしていた。1枚目のシングルは「くちびるNetwork」（岡田有希子のカバー曲）で、2枚目のシングルは「ほほにキスして」（水越けいこのカバー曲）、3枚目のシングルは「夏祭り」（JITTERIN'JINNのカバー曲）であり、3枚とも表題曲はカバー曲であった。

## リリース
2013年9月1日、さんみゅ〜は山野ホールにて行われた『ぽにきゃん！アイドル倶楽部 感謝祭 〜ライバルのライバルはアイドル〜』に出演し、「これが愛なんだ」が11月20日に発売されることを発表した。同楽曲はシングルの表題曲としては初のオリジナル曲となる。メンバーの京極友香はシングルの表題曲がオリジナル曲になったことに対し「すごく光栄」としながらも「その分プレッシャーは感じています」としている。
当楽曲は、さんみゅ〜4枚目のシングルとして2013年11月20日にポニーキャニオンから発売された。初回盤A・初回盤B・初回盤C・通常盤がリリースされている。初回盤A・通常盤のカップリング曲は「駆け抜けろ!青春」で、初回盤Bのカップリング曲は「Live a Live!〜愛があれば大丈夫」、初回盤Cのカップリング曲は「雨のバースデイ」である。また、初回盤A・初回盤B・初回盤Cには、DVD・オリジナル生写真・握手会イベント参加券・プレミアムイベント参加応募券が付属している。通常盤には、全国イベント参加券・オリジナル生写真が付属している。
「これが愛なんだ」のミュージック・ビデオは2013年8月後半に群馬県嬬恋村の山・湖で撮影された。山では、大きな半紙・筆による習字のシーンが撮影され、湖では、ボートに乗ったメンバー同士での撮影が行われた。また、ラジコンのヘリコプターによる空撮も行われた。その後、9月25日にフルバージョンのミュージック・ビデオが「さんみゅ〜 Official YouTube Channel」で公開された。同ミュージック・ビデオは、ミュージック・ビデオのDance Version、Close Up Version、メイキングなどと共に、初回盤Aに付属するDVDに収録されている。

## 音楽性と歌詞、批評
| 専門評論家によるレビュー    | 専門評論家によるレビュー |
| レビュー・スコア            | レビュー・スコア         |
| 出典                        | 評価                     |
| --------------------------- | ------------------------ |
| 『Rolling Stone』(南波一海) | [ 27 ]                   |
| 『BOMB』(青木孝司)          | 肯定的                   |

「これが愛なんだ」は、「ストレートなメッセージ性」が存在し、メンバーにとってはファンや家族への感謝を示すような曲で、ファンにとっては「自分の大切な人を思い浮かべながら」聴くような曲である。曲調はオリジナル曲でありながらもどこか懐かしいもので、メンバーの京極友香は、さんみゅ〜の特徴である「“純白アイドル”らしいピュアな雰囲気」があるとしている。
ライターの青木孝司は、「これが愛なんだ」の歌詞について、雑誌『BOMB』2013年12月号で「周囲の人たちへの感謝の気持ちともラブソングとも解釈できる」とした。また、アレンジについては「ピアノやギターをメインにした音数の少ないシンプルな」と述べた。ライターの南波一海はWeb『Rolling Stone 日本版』で「今までの路線を引き継いだ80年代の薫りをさせる楽曲」と評価し、楽曲のテンポについて「現行のアイドルの流れに逆らうようなミディアム・テンポに抑えているところも好感」と評価した。

## パフォーマンス、プロモーション
2013年9月23日、さんみゅ〜は「さんみゅ〜LIVE2013定期公演 第1弾＠初台The DOORS」で、「これが愛なんだ」を初披露した。10月13日からはリリースイベントが行われ、11月19日から12月1日までは「4th Single『これが愛なんだ』発売記念イベント-究極の愛なんだ-」と題してリリースイベントを行った。また、11月26日にはTBSテレビの音楽番組『ライブB♪』に出演し、サンミュージックプロダクションの先輩であるベッキーとのトークの他、「これが愛なんだ」のパフォーマンスも披露した。
テレビ神奈川の子供番組キッズ劇場ピースにて放送されるアニメJEWELINCLE じゅえりんくる〜12の妖精とふしぎな宝石箱〜にさんみゅ～が声優として出演、これが愛なんだが主題歌となる。

## シングル収録トラック
| #         | タイトル                          | 作詞       | 作曲       | 編曲       | 時間  |
| --------- | --------------------------------- | ---------- | ---------- | ---------- | ----- |
| 1.        | 「これが愛なんだ」                | 井上慎二郎 | 井上慎二郎 | 井上慎二郎 | 4:58  |
| 2.        | 「駆け抜けろ!青春」               | 大内正徳   | Keisuke    | 大内正徳   | 3:58  |
| 3.        | 「これが愛なんだ(Instrumental)」  |            |            |            | 4:58  |
| 4.        | 「駆け抜けろ!青春(Instrumental)」 |            |            |            | 3:55  |
| 合計時間: | 合計時間:                         | 合計時間:  | 合計時間:  | 合計時間:  | 17:51 |

| #         | タイトル                                         | 作詞       | 作曲       | 編曲       | 時間  |
| --------- | ------------------------------------------------ | ---------- | ---------- | ---------- | ----- |
| 1.        | 「これが愛なんだ」                               | 井上慎二郎 | 井上慎二郎 | 井上慎二郎 | 4:58  |
| 2.        | 「Live a Live!〜愛があれば大丈夫」               | 大内正徳   | 木之下慶行 | 木之下慶行 | 4:10  |
| 3.        | 「これが愛なんだ(Instrumental)」                 |            |            |            | 4:58  |
| 4.        | 「Live a Live!〜愛があれば大丈夫(Instrumental)」 |            |            |            | 4:07  |
| 合計時間: | 合計時間:                                        | 合計時間:  | 合計時間:  | 合計時間:  | 18:15 |

| #         | タイトル                         | 作詞       | 作曲       | 編曲       | 時間  |
| --------- | -------------------------------- | ---------- | ---------- | ---------- | ----- |
| 1.        | 「これが愛なんだ」               | 井上慎二郎 | 井上慎二郎 | 井上慎二郎 | 4:59  |
| 2.        | 「雨のバースデイ」               | 岩里祐穂   | 土橋安騎夫 | 土橋安騎夫 | 4:43  |
| 3.        | 「これが愛なんだ(Instrumental)」 |            |            |            | 4:59  |
| 4.        | 「雨のバースデイ(Instrumental)」 |            |            |            | 4:40  |
| 合計時間: | 合計時間:                        | 合計時間:  | 合計時間:  | 合計時間:  | 19:22 |

初回盤A付属DVD内容
1. これが愛なんだ Music Video
2. これが愛なんだ Music Video Dance Version
3. これが愛なんだ Music Video Close Up Version
4. これが愛なんだ Music Video Making
5. これが愛なんだ ジャケット撮影 Making

初回盤B付属DVD内容
1. Document of さんみゅ〜 Vol.06

初回盤C付属DVD内容
1. Document of さんみゅ〜 LIVE 2013 〜みんなの光〜 2013.09.23（担当：小林弥生）
2. Document of さんみゅ〜 LIVE 2013 –The World of Happy Smiles- 2013.09.23（担当：長谷川怜華）
3. Document of さんみゅ〜 LIVE 2013 –Happy Time 〜夢の時間〜- 2013.10.19（担当：山内遥）
4. Document of さんみゅ〜 LIVE 2013 –The feeling for songs 〜私たちの夢のため歌おう〜- 2013.10.19（担当：新原聖生）

## リリース日一覧
| 地域 | リリース日     | レーベル         | 規格               | カタログ番号          |
| ---- | -------------- | ---------------- | ------------------ | --------------------- |
| 日本 | 2013年11月20日 | ポニーキャニオン | マキシシングル+DVD | PCCA-03933（初回盤A） |
| 日本 | 2013年11月20日 | ポニーキャニオン | マキシシングル+DVD | PCCA-03934（初回盤B） |
| 日本 | 2013年11月20日 | ポニーキャニオン | マキシシングル+DVD | PCCA-03935（初回盤C） |
| 日本 | 2013年11月20日 | ポニーキャニオン | マキシシングル     | PCCA-70389（通常盤）  |

## 参考資料
- 斉藤貴志 (2013年11月18日). “さんみゅ〜”. アイドルプラネット -IDOL Planet-.   ゼウス・スマートアプリケーション. 2014年2月1日時点のオリジナルよりアーカイブ。2014年2月11日閲覧。